# 19398 Creedence
19398 Creedence este un asteroid din centura principală, descoperit pe 2 martie 1998, de Piero Sicoli și Pierangelo Ghezzi.